# CppCMS
CppCMS es un framework de aplicaciones web de código abierto para el lenguaje de programación C++, desarrollado por Artyom Beilis. El objetivo principal de CppCMS es la creación de aplicaciones web con altas exigencias de rendimiento. También puede utilizarse para aplicaciones web embebidas en dispositivos de consumo (como consolas de administración para routers o dispositivos inteligentes). 
La biblioteca está disponible bajo la licencia MIT y actualmente es compatible con plataformas POSIX, así como con Microsoft Windows.
A pesar de lo que su nombre sugiere, no es un sistema de gestión de contenidos.

## Características principales
- Compatibilidad con diversas API de servidores web: FastCGI, SCGI, HTTP.
- Soporte para varios modelos de concurrencia: cooperativo (un solo hilo), grupo de hilos (thread pool), prefork.
- Separación entre contenido y diseño mediante un motor de plantillas.
- Herencia de plantillas web.
- Framework de caché con invalidación basada en eventos y tiempo de expiración.
- Soporte para programación Ajax y Comet.[1]
- Procesamiento y validación de formularios.
- Gestión del estado de sesión con distintos backends: cookies cifradas, archivos, caché, base de datos y soluciones distribuidas.
- Internacionalización y localización,[2] incluyendo soporte para idiomas de escritura de derecha a izquierda.
- CppCMS contribuyó con su módulo de localización al proyecto Boost.[3]